# Wish Kid
Wish Kid (Criança Desejo em Portugal e Perdido nas Estrelas no Brasil) é uma série de desenho animado para televisão estadunidense produzida pela DiC Entertainment. Os 13 episódios foram exibidos em 1991.
A série protagoniza o garotinho Nicholas McClary (Macaulay Culkin), mais conhecido nas séries por ser chamado pelo apelido "Nick", que com sua luva de baseball mágica fazia inúmeros pedidos em sua casa na árvore. Outros personagens eram seus pais Mel e Adrielle McClary, seu melhor amigo Darryl, sua irmã bebê Katie e seu incansável arquiinimigo Francis Vira-Lata (Francis Dutweiler no original), além dos vizinhos Harry e Dona Bruxela.
Na versão original o protagonista foi dublado pelo próprio ator Macaulay Culkin e no Brasil pelo dublador oficial do ator mirim, Peterson Adriano. A irmãzinha caçula de McClary foi dublada pela irmã de Macaulay na vida real, Quinn Culkin. O desenho estreou no Brasil nas férias de julho de 1993, dentro da TV Colosso da Globo, se tornando um dos desenhos mais memoráveis a serem exibidos no programa. Alguns episódios chegaram a ser lançados em VHS no final da década pela PlayArte Home Vídeo.
Em cada episódio, ele fazia um pedido que faziam grandes confusões já que o pedido tinha um prazo pra acabar: os pedidos eram os seguintes: ser um super herói, ter um ovo de dinossauro, que seu avô virasse criança, ter um irmão gêmeo, que uma garota se apaixonasse por ele, ter um contato imediato, trocar de pais, que o inimigo virasse amigo, venda da casa mal assombrada.

## Dubladores brasileiros
- Nicholas "Nick" McClary - Peterson Adriano
- Darryl Singletary - Marco Ribeiro
- Frankie Deatwiler "Francis Vira-Lata" - Duda Espinoza
- Mel McClary - Walmir Barbosa
- Adrienne McClary - Andrea Murucci
- Avô de Nick - Hamilton Ricardo
- Pai de Francis - Júlio Chaves
- Dona Bruxela - Sônia de Moraes
- Outras Vozes: Isaac Bardavid, Jorge Vasconcellos, Júlio Chaves, Renato Rosenberg, Ricardo Vooght, Selma Lopes, entre outros.
- Estúdio de dublagem: Cinevídeo

## Lista de Episódios
1. Um Piloto Top Gun (Top Gun - Will Travel)
2. Uma Questão de Diretor (A Matter of Principal)
3. A Venda da Casa Mal Assombrada (Haunted House For Sale)
4. Capitão Mayhem (Captain Mayhem)
5. A Luva dos Sonhos (Glove of Dreams)
6. Amor ao Primeiro Desejo (Love at First Wish)
7. O Bilhete de Loteria (Lotto Trouble)
8. O Dilema de Darryl (Darryl's Dilemma)
9. Domingo no Parque (A Nick Off the Old Block)
10. Vovô Voltou a Ser Jovem (A Grand Ol' Time)
11. Contatos Imediatos (Gross Encounters)
12. Os Novos Pais de Nick (Mom, Dad, You're Fired!)
13. O Melhor Inimigo (The Best of Enemies)